# Limnephilus aretto
Limnephilus aretto är en nattsländeart som beskrevs av Ross 1938. Limnephilus aretto ingår i släktet Limnephilus och familjen husmasknattsländor. Inga underarter finns listade i Catalogue of Life.